# Kîrpotivka, Șîșakî
Kîrpotivka (în ucraineană Кирпотівка) este un sat în comuna Sahaidak din raionul Șîșakî, regiunea Poltava, Ucraina.

## Demografie
Componența lingvistică a localității Kîrpotivka
     Ucraineană (100%)
Conform recensământului din 2001, toată populația localității Kîrpotivka era vorbitoare de ucraineană (100%).